# Sven Jonasson (direktör)
Sven Stig Jonasson, född 5 december 1912 i Helsingborg, död 17 oktober 1989 i Barkåkra församling, Kristianstads län, var en svensk trafikdirektör. 
Jonasson, som var son till polisman Oscar Jorö och Ida Olsson, avlade reservofficersexamen 1934 och utexaminerades från handelsgymnasium 1936. Han var anställd vid Statens Järnvägar 1936–1951, personalchef vid AB Stockholms Spårvägar 1952–1960, organisationschef 1960–1962, blev trafikchef 1963, trafikdirektör där 1964 samt var trafikdirektör och vice verkställande direktör vid AB Storstockholms Lokaltrafik 1967–1972.